# Josef Harpe
Pour les articles homonymes, voir Harpe (homonymie).
Josef Harpe (21 septembre 1887 à Buer, près de Recklinghausen (Ruhr) en province de Westphalie — 14 mars 1968 à Nuremberg) est un général allemand de la Seconde Guerre mondiale.

## Biographie
Harpe rejoint l'armée prussienne le 28 septembre 1909 comme Fahnenjunker et est transféré au 56e régiment d'infanterie en 1911. Il est alors promu lieutenant le 20 mars et participe avec son régiment à la Première Guerre mondiale. À la fin de la guerre, il est commandant d'une compagnie.

### Durant la république de Weimar et le Troisième Reich
Il reste dans l'armée au sein de la nouvelle Reichswehr. En 1931, sous le pseudonyme de Direktor Hacker, il est l'un des responsables de l'école secrète de blindés germano-soviétique (organisation Kama) à Kazan, en Union soviétique. Il est promu lieutenant-colonel (Oberstleutnant) le 1er août 1934 et devient commandant du 3e régiment de panzer le 15 octobre 1935. De nouveau promu en janvier 1937, il prend le commandement de la 1e brigade panzer avec le rang de colonel ('Oberst).

### Seconde Guerre mondiale
Harpe constitue un exemple des généraux ayant servi sur le front de l'Est depuis le déclenchement des opérations en 1941. 
En 1944, commandant du groupe d'armées Nord-Ukraine, sous la tutelle de Model, il affronte l'offensive lancée par Koniev en direction de Sandomierz, organisant une défense solide, aspirant à limiter, réduire, voire anéantir les incursions soviétiques dans son secteur. À ce titre, il coordonne la défense face aux unités de Koniev, qu'il parvient à contenir plusieurs jours, en ordonnant des retraits nocturnes de faible envergure. Une fois la percée soviétique obtenue, il tente de couvrir Lvov, sans succès.
Au cours du mois de janvier 1945, son groupe d'armées est balayé devant la puissance de l'offensive d'hiver soviétique : il tente ainsi de contenir les avancées soviétiques, mais ses unités sont rapidement débordées, et ses projets offensifs apparaissent irréalistes, en raison de la rapidité de l'avance soviétique et de la désorganisation des unités allemandes qui en découle, en raison de la proximité de la réserve blindée, positionnée trop près du front, selon les directives d'Hitler, et de la rapidité de la mise en œuvre de la phase d'exploitation par les Soviétiques. 
Après avoir servi sur le front de l'Est, il est rendu responsable par Hitler de la percée russe sur la Vistule et démis de son commandement le 17 janvier 1945. Il reprend du service, commandant ce qui reste de la 5e armée panzer, sur le front de l'Ouest, avec le rang de Generaloberst (Général-colonel). Il fait alors partie des unités encerclées dans la poche de la Ruhr un mois plus tard et se rend le 17 avril 1945 aux troupes américaines. Il sera détenu comme prisonnier de guerre par les États-Unis jusqu'en 1948.

## Réflexions tactiques et stratégiques
Durant l'automne 1944, comme de nombreux officiers commandant sur le front de l'Est, il participe à la réflexion stratégique allemande centrée autour de la prochaine offensive soviétique. 

### Ses préconisations
Il propose donc un étalement de la défense dans la profondeur, sur une quinzaine de kilomètres : la ligne de combat principale, d'une profondeur de 2 kilomètres, la Hauptkampflinie, fortifiée, doublée d'un fossé antichar, puis la ligne de grande bataille, Grosskampflinie, située à 20 kilomètres de l'avant, fortifiée, aux abords minés. À quelques centaines de mètres en arrière sont concentrés l'artillerie de campagne et la réserve tactique, destinée à stopper les pointes blindées, puis plus loin, la réserve opérative, les divisions panzer, destinées à être engagées après qu'aient été déterminés les axes principaux de l'offensive. 
Cette organisation reçoit l'assentiment de Guderian, mais suscite les réserves d'Hitler, qui estime que la retraite des troupes de première ligne se ferait au milieu des points blindées soviétiques.

### Mise en application
Fort de ces conceptions, il organise, à son PC de Cracovie, une réunion de l'ensemble des officiers généraux en poste dans son groupe d'armée, afin de participer à un Kriegsspiel sur carte. À cette occasion, sont analysées toutes les données à disposition de son groupe d'armées, afin d'estimer les possibilités de succès de la défense allemande. Avec ses subordonnés, partant du postulat que la Vistule ne constitue plus un obstacle avec l'arrivée du gel, il aboutit à la conclusion qu'une retraite sur des positions situées hors d'atteinte de l'artillerie soviétique doit être organisée ; il fait préparer des plans de retraite, nommés par la suite opération Schlittenfahrt (ou "course en traîneau") : à la faveur de l'obscurité, l'infanterie doit reculer sur une position préparée à l'avance pour la ligne Hubertus. 
Cette proposition est accueillie avec scepticisme par les officiers de l'OKH, mais Hitler se montre hostile ; il tente alors de s'appuyer sur le gauleiter Hans Frank, qui ne donne pas suite. Cependant, Reinhardt et Lüttwitz se montrent séduits et font préparer des directives similaires.

## Décorations
- Croix de fer (1914)
  - 2e classe (21 septembre 1914)
  - 1re classe (3 septembre 1915)
- Insigne des blessés (1914) en noir
- Croix d'honneur
- Médaille de service de longue durée de la Wehrmacht 4e à 1re Classe
- Médaille de l'Anschluss
- Médaille des Sudètes
- Agrafe de la croix de fer 2e à 1re Classe
- Insigne de combat des blindés en argent
- Médaille du Front de l'Est
- Croix de chevalier de la croix de fer avec feuilles de chêne et glaives
  - Croix de chevalier le 13 août 1941 en tant que Generalmajor et commandant de la 12. Panzer-Division[10]
  - 55e feuilles de chêne le 31 décembre 1941 en tant que Generalmajor et commandant de la 12. Panzer-Division[11]
  - 36e glaives le 15 septembre 1943 en tant que General der Panzertruppen et commandant général du  XXXXI.Panzerkorps[12]
- Croix allemande en or (19 février 1943)
- Ordre de la Couronne
- Mentionné dans le bulletin quotidien radiophonique de l'armée Wehrmachtbericht le 1er janvier 1944.